# Улица кнеза Милоша (Сомбор)
| Улица Кнеза Милоша | Улица Кнеза Милоша                                               |
| ------------------ | ---------------------------------------------------------------- |
|                    |                                                                  |
| Почетак            | Улица Апатински пут                                              |
| Крај               | Раскрсница улица Белог голуба, Илије Бирчанина и Сонћанског пута |
| Дужина             | око 330 m                                                        |
| Ширина             | 15 до 16 m                                                       |
| Створена           |                                                                  |
| Названа            |                                                                  |
| Стари називи       | Калуђерска, Истарска                                             |
|                    |                                                                  |
|                    |                                                                  |
| Поглед на улицу    |                                                                  |

Улица Кнеза Милоша је једна од градских улица у Сомбору, седишту Западнобачког управног округа. Протеже се правцем који повезује Улицу Апатински пут и улице Белог голуба, Илије Бирчанина и Сонћанског пута, које се спајају на раскрсници. Дужина улице је око 330 м.

## Назив улице
У прошлости се улица прво звала Калуђерска, а касније Истарска.
Улица данас носи назив по Кнезу Милошу Обреновићу (Горња Добриња, Пожега, 1780 или 1783 - Београд, 1860), великом вожду и кнезу Србије који је владао у два наврата: од 1815. – 1839. године и од 1858. – 1860. године.

## Суседне улице
- Улица Апатински пут
- Улица Јоргованска
- Улица Белог голуба
- Улица Илије Бирчанина
- Улица Сонћански пут

## Улицом Кнеза Милоша
Улица Кнеза Милоша је улица у којој се налази неколико адвокатских канцеларија, кафеа, фирми, угоститељских објеката. Улица је са приземним кућама и неколико стамбених зграда новије градње.

### Значајније институције и објекти у улици[3]
- Адвокатске канцеларије, на броју 6 и 23
- Апотека Цвејић, на броју 7
- АЗ Гроуп продаја рачунара и опреме, на броју 8
- Полицијска станица, на броју 13
- Биљна апотека Хербатериа, на броју 14
- Дечија играоница Весела џунглица, на броју 14
- Хитна помоћ Сомбор, на броју 5
- Месара Bohmans, на броју 23
- Пекара Мара, на броју 14
- Психолошки центар Селф, на броју 17
- Ветеринарска амбуланта Pet Life, на броју 23